# Xã Ortley, Quận Roberts, South Dakota
Xã Ortley (tiếng Anh: Ortley Township) là một xã thuộc quận Roberts, tiểu bang Nam Dakota, Hoa Kỳ. Năm 2010, dân số của xã này là 74 người.